# Le Crime du siècle (téléfilm)
Pour le film de 1978, voir Le Crime du siècle (film).
Pour plus de détails, voir Fiche technique et Distribution.
Le Crime du siècle (Crime of the Century) est un téléfilm de procès dramatique américain réalisé par Mark Rydell et diffusé en 1996. 
Le scénario du film est basé sur le livre de Ludovic Kennedy, The Airman and the Carpenter (1985), qui présente Bruno Richard Hauptmann innocent de l'enlèvement et du meurtre du bébé Lindbergh.

## Synopsis
Bruno Richard Hauptmann est jugé, condamné à mort et exécuté en 1936 pour l'enlèvement et le meurtre du bébé Lindbergh.
Cependant, il serait non coupable, au moins un des auteurs étant Isidor Fisch, un associé de Hauptmann qui avait escroqué plusieurs membres de la communauté allemande locale et qui est retourné en Allemagne après que le corps du bébé Lindbergh a été découvert.

## Fiche technique
- Titre original : Crime of the Century
- Titre français : Le Crime du siècle
- Réalisation : Mark Rydell
- Scénario : William Nicholson, d'après le roman The Airman and the Carpenter de Ludovic Kennedy
- Photographie : Toyomichi Kurita
- Montage : Antony Gibbs (en)
- Musique : John Frizzell
- Pays d'origine : États-Unis
- Langue originale : anglais
- Format : couleur
- Genre : dramatique
- Durée : 114 minutes
- Dates de diffusion :    
  - États-Unis : 14 septembre 1996

## Distribution
- Stephen Rea : Bruno Richard Hauptmann
- Isabella Rossellini : Anna Hauptmann
- J.T. Walsh : Col. Norman Schwarzkopf
- Michael Moriarty : Governor Harold Hoffman (en)
- Allen Garfield : Lt. James Finn
- John Harkins : Edward Reilly
- Barry Primus : Ellis Parker
- David Paymer : David Wilentz
- Bert Remsen : Dr John Condon
- Don Harvey : Lt. Gus Kramer
- Gerald S. O'Loughlin : Commissioner ORyan
- Stefan Gierasch : Albert Osborn Sr.
- Jay Acovone : Sgt. Wallace
- Vyto Ruginis : Lloyd Fisher
- Scott N. Stevens : Col. Charles Lindbergh
- Michael Bofshever : Andrew Dutch
- Mickey Knox : Judge Trenchard
- Burt Brinckerhoff : Warden Mark Kimberling
- Brad Greenquist : Isidor Fisch
- Vito D'Ambrosio : Guard #2
- Robert Clotworthy : Reporter